# Arimo (police de caractères)
Pour la ville de l'Idaho, voir Arimo.
Arimo est une police de caractères distribuée en mai 2013 sous la licence Apache 2.0 par Google. Elle a été créée par Steve Matteson. Elle est conçue pour remplacer Arial lorsque celle-ci n’est pas disponible.